# Suzanne Ford
Suzanne Ford é uma atriz de filme, televisão e teatro estadunidense.
Em 2005 participou da série House MD no episódio "Me Deixe Morrer" da 1ª temporada.

## Teatro
- Man Between Twilights .... Mary, Lincoln Center
- 1776 (w/ Howard da Silva) .... Martha Jefferson

### Off Broadway, New York
- El grande de Coca Cola .... Consela, Off Broadway
- Fashion .... Seraphina

### SoHO Rep, New York
- Rape Upon Rape .... Hilaret
- The Crimes of Vautrin .... Esther
- The Winter's Tale .... Hermione/Perdita

### Hartford Stage Co., New York
- Waltz of the Toreadors .... Pamela
- Johnny of the Angels .... Margie

### Occidental Theatre Festival, Los Angeles
- You Never Can Tell .... Mrs. Claudon
- Blithe Spirit .... Ruth
- Hay Fever .... Myra Arundel

### Pacific Resident Theatre, Los Angeles
- A Christmas Carol .... Mrs. Crachit
- Inadmissible Evidence .... Liz
- Betrayal ... Emma
- The Last Days .... Rosie

## Outros Trabalhos

### Los Angeles
- Sylvia .... Kate, LA Mirada Theatre for the Performing Arts
- Lost and Found .... Eva, Jabberwocky Productions
- The Tale of the Allergist's Wife .... Lee Green, Laguna Playhouse
- Me, My Guitar & Don Henley .... Isis, Ace of Wands/Krista Vernoff
- Theatre Discrict .... Lola, The Black Dahlia Theatre
- Light Up the Sky .... Irene Livingston, Malibu Playhouse
- On the Verge .... Stephanie Shroyer, 24th Street Theatre

### Ligações Externas
- Suzanne Ford. no IMDb.